# Gli anni '70 (Renato Zero)
Gli Anni '70 è un album raccolta di Renato Zero, pubblicato nel 1997.

## Tracce
Disco 1:
1. In mezzo ai guai (dal 1° 45 giri - lato B -  1967) - 2:59
2. Non basta sai (dal 1° 45 giri - lato A - 1967) - 3:09
3. Paleobarattolo - 3:11
4. No! mamma no! - 4:06
5. Ti bevo liscia - 2:55
6. Nell'archivio della mia coscienza - 3:33
7. Inventi - 3:28
8. Tu che sei mio fratello - 3:56
9. Una merenda di fragole - 1:52
10. Motel (grand hotel) - 4:29
11. Madame - 3:45
12. Un uomo da bruciare - 3:28
13. Scegli adesso oppure mai - 4:21
14. Mi vendo - 4:15
15. Sgualdrina - 3:16
16. Il cielo - 4:15
17. Vivo - 3:54

Disco 2:
1. Manichini - 3:23
2. Morire qui - 3:36
3. La favola mia - 4:21
4. Triangolo - 4:38
5. Sesso o esse - 4:23
6. Sbattiamoci - 3:44
7. Sogni di latta - 4:33
8. Il carrozzone - 4:35
9. La tua idea - 3:23
10. Baratto - 4:19
11. Periferia - 4:25
12. Grattacieli di sale - 3:24
13. Rh negativo - 3:08
14. Arrendermi mai - 4:28
15. Uomo no - 4:41